# Luigi Pigarelli
Luigi Pigarelli, noto anche con lo pseudonimo di Pierluigi Galli (Trento, 15 dicembre 1875 – 25 aprile 1964), è stato un compositore e magistrato italiano.

## Biografia
Magistrato dal 1902 al 1949, fu docente di diritto e successivamente Procuratore della Repubblica ed infine Consigliere di Cassazione. Parallelamente agli studi universitari in giurisprudenza all'università di Graz, in Austria, Pigarelli si dedicò con viva passione allo studio della musica, in particolar modo del pianoforte e, successivamente diresse la sua attenzione alla musica corale e al canto popolare armonizzando 94 canti popolari per il coro della SAT di Trento.
Tra i brani più famosi si ricordano Gran dio del cielo del 1915, La Paganella del 1925, Serenada a Castel Toblin del 1926, e l'armonizzazione della famosissima canzone La Montanara per il Coro della SOSAT di Trento.
Nel 1900 divenne Segretario della Società Filarmonica di Trento quindi presidente dal 1946 al 1958. Il 24 giugno del 1944 fu testimone, per la magistratura, dell'eccidio nazista che toccò da vicino la cittadinanza di Riva del Garda. Fu lui infatti, all'indomani della strage, a recarsi nella città trentina per raccogliere la documentazione sull'accaduto, che fu però successivamente occultata dai suoi superiori.
A lui è intitolata la via dirimpetto all'entrata principale del Tribunale Civile e Penale di Trento.